# Temecula Valley
Temecula Valley est une région viticole américaine (American Viticultural Area, ou AVA) reconnue par l'Alcohol and Tobacco Tax and Trade Bureau sur la commune de Temecula dans le comté de Riverside en Californie.

## Histoire
La viticulture à Temecula Valley est relativement récente.
L'introduction du vin en Californie est liée à la colonisation et l'évangélisation par les dominicains, les jésuites et les franciscains espagnols au XVIIIe siècle. Les missions espagnoles de Californie sont à l'origine des premiers vignobles de la région. Ainsi au début du XIXe siècle pendant que la population se concentrait sur le centre nord de la Californie, la viticulture prédominait dans le sud.  Après la guerre américano-mexicaine de 1847 la viticulture est pratiquement abandonnée.
De nos jours la situation est inversée : la grande agglomération de Los Angeles concentre la plus forte population tandis que le gros de la viticulture s'est déplacée vers le centre nord de la Californie.
Temecula Valley fait ainsi exception. L'urbanisation galopante autour de Los Angeles dans les années 1970 pousse les viticulteurs isolés d'Anaheim et de Rancho Cucamonga vers le sud et Temecula Valley à mi-chemin entre Los Angeles et San Diego offre les meilleures conditions.
Vincenzo Cilurzo fut le premier à planter des vignes en 1967, suivi par Ely Callaway, aujourd'hui le plus grand producteur à Temecula Valley.
Aujourd'hui les viticulteurs de Temecula Valley sont réunis dans une association (la Temecula Valley Winegrowers Association) qui se donne comme but l'assurance de la qualité et la promotion des vins de Temecula Valley.

## Situation
Temecula Valley est située au sud-est de Los Angeles à 35 km de l'océan Pacifique et couvre une superficie de 133,5 km2 à l'est de la ville de Temecula, le long de la Rancho California Road. Les vignobles se trouvent sur un haut plateau au sol aride à une altitude entre 426 et 488 mètres.

## Climat
Le secteur est séparé de l'océan Pacifique par une chaine montagneuse entrecoupée de canyons qui permettent à l'air marin de modérer le climat désertique donnant des nuits relativement fraiches et des journées ensoleillées plutôt chaude. Des nappes de brumes matinales sont fréquentes avec néanmoins peu de précipitations.

## Cépages
La viticulture à Temecula Valley produit surtout des vins de cépage. En plus du zinfandel californien un grand nombre de cépages européens sont représentés avec une prédilection pour les blancs : chardonnay, sauvignon blanc, chenin blanc, riesling et viognier. La plupart des producteurs ont adopté la vinification et l'élevage sous bois.

## Littérature
- Barbara Birnbaum & Kerry Cato, Geology and Enology of the Temecula Valley, San Diego Association of Geologists, San Diego, 2001  (ISBN 0916251551)
- Gia Danson-Lucy, Temecula Wine Country: The Undiscovered Jewel Of Southern California, Vista Pacifica Publishing, San Clemente, 2003  (ISBN 0967945216)
- Ann Ellwood, Wineries: San Diego County and the Temecula Valley, Chalk Press, 1999  (ISBN 0966996704)
- William F. Heintz, Temecula: A Grape and Wine History, William F. Heintz and McMillan Farm Management, 1981
- Betty Martin & Don Martin, The Best of the Wine Country, Pine Cone Press, Columbia, 1997  (ISBN 0942053176)